# Blountsville (Alabama)
Blountsville es un pueblo situado en el condado de Blount, Alabama, Estados Unidos. Según el censo de 2020, tiene una población de 1826 habitantes.

## Demografía
En el 2000, los ingresos promedio de los hogares eran de $24.432 y los ingresos promedio de las familias eran de $34.050. Los ingresos per cápita eran de $13.426. Los hombres tenían ingresos per cápita por $27.847 contra $18.869 para las mujeres.
De acuerdo con la estimación 2016-2020 de la Oficina del Censo, los ingresos promedio de los hogares son de $38.229 y los ingresos promedio de las familias son de $46.875.
| Raza                   | Núm. | Porc.  |
| ---------------------- | ---- | ------ |
| Blancos                | 1360 | 74.48% |
| Afroamericanos         | 11   | 0.60%  |
| Amerindios             | 15   | 0.82%  |
| Asiáticos              | 23   | 1.26%  |
| Otras razas            | 332  | 18.18% |
| De una mezcla de razas | 85   | 4.65%  |

Del total de la población, el 21.80% son hispanos o latinos de cualquier raza.

## Geografía
Blountsville está situado en las coordenadas 34°4′33″N 86°35′2″O / 34.07583, -86.58389 (34.075838, -86.583918).
Según la Oficina del Censo de los EE. UU., la localidad tiene un área total de 14.22 km², de la cual 14.04 km² corresponden a tierra firme y 0.18 km² son agua.